# Bradypterus grandis
Felosa-grande ou felosa-equinocial (Bradypterus grandis) é uma espécie de ave da família Locustellidae.
Pode ser encontrada nos seguintes países: Camarões, República Centro-Africana e Gabão.
Os seus habitats naturais são: pântanos.
Está ameaçada por perda de habitat.